# Phare de Giannutri
Le phare de Giannutri (en italien : Faro di Giannutri) est un phare actif situé sur l'île de Giannutri rattachée au territoire de la commune de l'Île de Giglio (province de Grosseto), dans la région de Toscane en Italie. Il est géré par la Marina Militare et le Parc national de l'archipel toscan.

## Histoire
L'île de Giannutri est la plus au sud de l'archipel toscan, à environ 10 km au sud du Promontorio dell'Argentario. Le phare, dont la construction a débuté en 1861, a été mis en service en 1883 par la Regia Marina, se situe sur la partie sud de l'île.
Il est entièrement automatisé et alimenté par des panneaux photovoltaïque.

## Description
Le phare  est une tour octogonale en maçonnerie fibre de verre de 9 m de haut, avec galerie et lanterne, surmontant une maison de gardien d'un étage. Le bâtiment est peint en blanc avec des bandes rouges horizontales, et le dôme de la lanterne est gris métallique. Il émet, à une hauteur focale de 61 m, un éclat blanc sur une période de 5 secondes. Sa portée est de 13 milles nautiques (environ 24 km).
Identifiant : ARLHS : ITA-209 ; EF-2184 - Amirauté : E1496 - NGA : 9108 .

## Caractéristiques dufeu maritime
Fréquence : 5 secondes (W)
- Lumière : 1 seconde
- Obscurité : 4 secondes

|                 |
| Archipel Toscan |

### Lien connexe
- Liste des phares de l'Italie